# 倫敦新地鐵
倫敦地鐵2024年型列車（英語：London Underground 2024 Stock），研發時稱為新倫敦列車（New Tube for London），是英國倫敦地鐵的一款西門子鐵路製Inspiro系深層地鐵列車。
第一批價值15億英鎊的訂單將會製造94列的電聯車，以取代目前皮卡迪利線上運行的倫敦地鐵1973年型列車。

## 列車資訊
本列車每列為9節，各節列車全面改為雙門設計，不再於每節頭尾設單門，有助加快上車效率。與淺層鐵路線之S7/S8型列車一樣，本列車亦設有車廂連通道，將能提升一成的載客量。
本列車使用LED燈照明、再生制動、以及更輕的鋁結構，並首次於深層線路列車配置空調。車廂亦配備LED螢幕，以提供乘客資訊及作廣告用途。與現有列車相比，能源消耗降低約兩成。
電聯車由頭尾兩長節動力駕駛車（DM；15.6米）、四長節動力車（KM；13.9米）、以及四短節無動力車（IM；9.9米）組成。為了在列車增設空調系統，列車之轉向架只設置於各動力車下，使得轉向架比1973型列車之12個減至10個，並能於無動力車底下裝設空調設備。西門子稱這設計靈感來自於鉸接電車。
由於訊號系統尚未重置，本列車投入服務初時將繼續由司機操作列車。

## 製造
94列的列車中，八成的列車將於西門子新投資興建在英國古爾的廠房製造，而餘下兩成的列車將於奧地利維也納現有的廠房製造。

## 投入服務
首列列車已於2024年10月15日由德國抵達倫敦進行測試，計劃於2025年末首先在皮卡迪利線投入服務。待第一批列車全數交貨後，將會於2027年末全面取代皮卡迪利線現行的倫敦地鐵1973年型列車，屆時皮卡迪利線之列車數將由現時24輛提升至27輛。

## 未來
未來將合共生產250列列車，來全面更換所有現有深層鐵路線之列車，包括中央線、滑鐵盧及城市線（均為倫敦地鐵1992年型列車），以及貝克盧線（1972年型）。
但由於倫敦交通局無法負擔購入全數250列列車，以及全面更新訊號系統之費用，故第一批訂單只購買94列列車，並將未來購買餘下數量列車之權利加入合約中。
將來全數列車投入服務，且各線配備新的信號系統時，列車將能提供無人駕駛，有助節省營運開支及預防罷工所造成的服務停擺。

## 註解
1. ↑  組成方式為：DM-IM-KM-IM-KM-IM-KM-IM-DM（動力車-拖車-動力車）

## 外部連結
- Transport for London - Improving the trains（页面存档备份，存于）